# 낯선 땅 이방인
《낯선 땅 이방인》(영어: Stranger in a Strange Land)은 로버트 A. 하인라인의 1961년 장편 SF소설이다. 외계에서 지구라는 별을 바라보며 인간 세계의 불온성과 인간이란 무엇이며 누구인지에 대한 문제를 던지고 있으며, 60년대 히피 문화를 이끌었다. 히피 문화에 'grok'이라는 신조어를 퍼트린 것으로도 유명하다. 대한민국에는 마티에서 장호연 번역으로 출간되었다. 1962년 휴고상을 수상했다.